# Hella (Islanda)
Hella è una località islandese della regione di Suðurland.
La città ha un'importante vocazione turistica dato che si trova nelle vicinanze del vulcano Hekla e da qui partono le piste per escursioni verso il Landmannalaugar o Þórsmörk.